# 高崎元尚

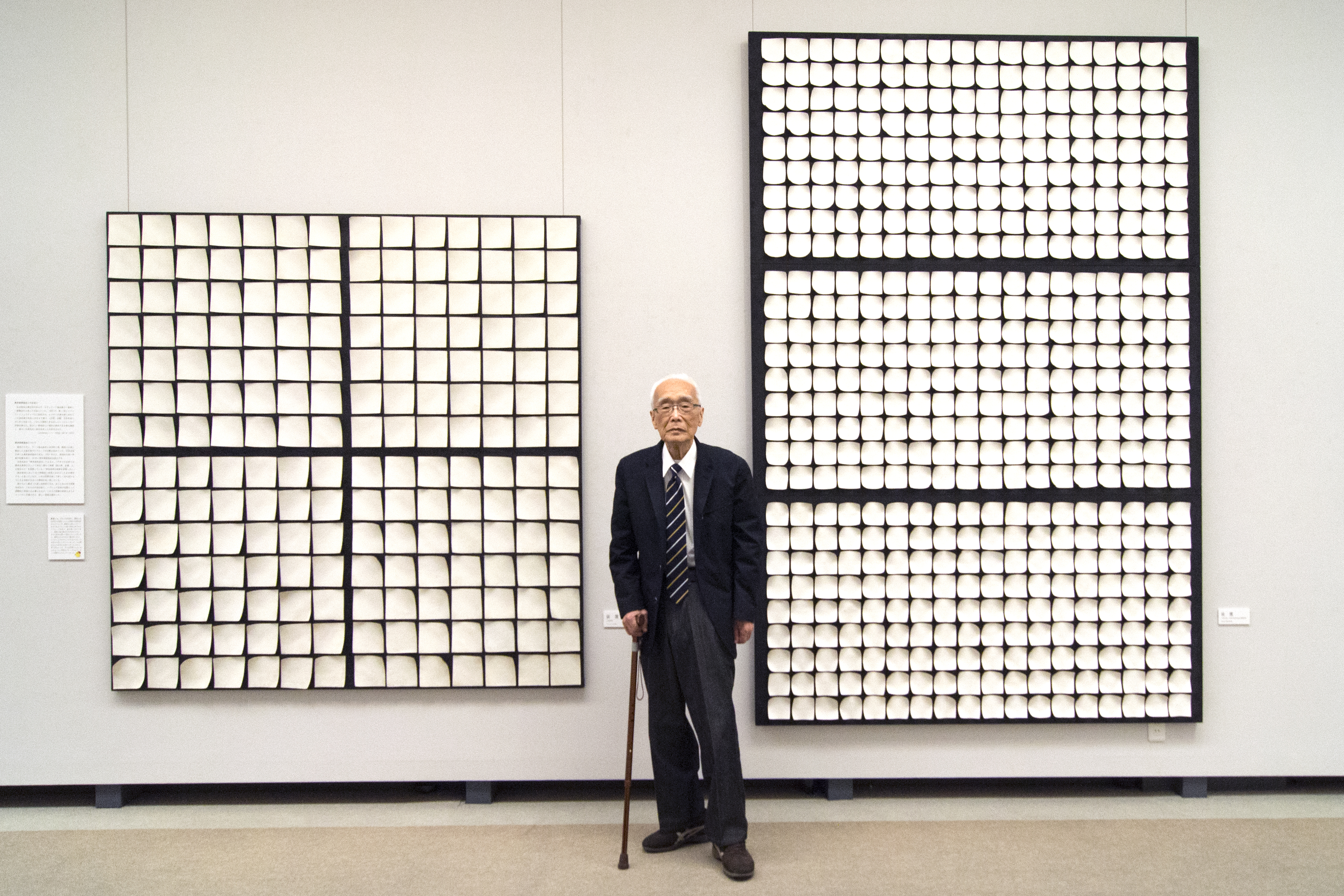
Motonao Takasaki

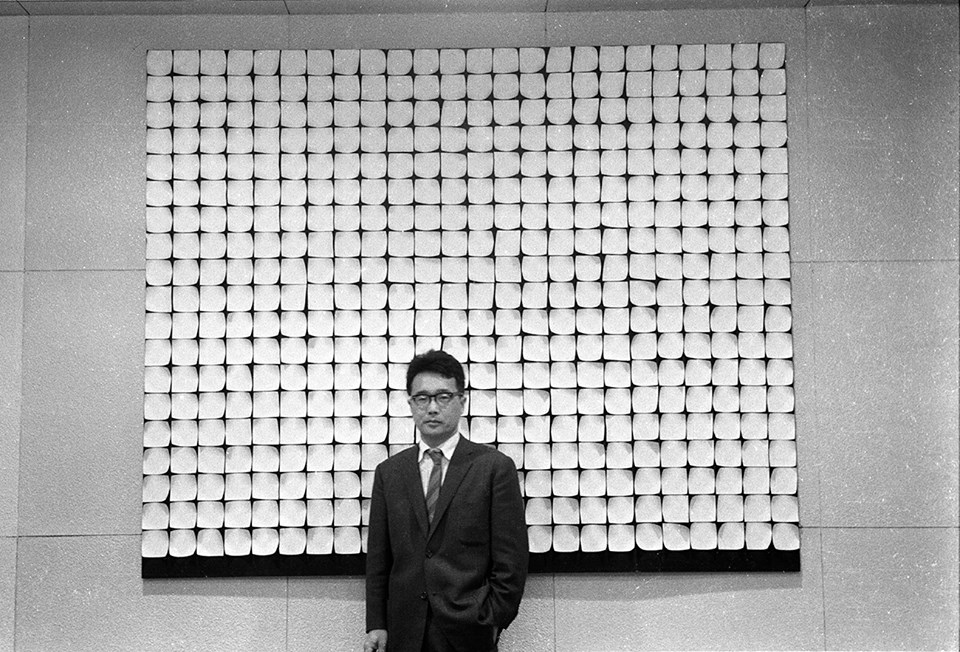
高崎元尚と装置

高﨑 元尚（たかさき もとなお、1923年1月6日 - 2017年6月22日）は、日本の美術家。

## 略歴
- 1923年1月6日 高知県香北町に生まれる[2]。
- 1943年 学徒出陣により海軍配属。北海道で終戦を迎えるまで気象観測に従事。
- 1949年 東京美術学校彫刻科卒業[3]。関東で複数の職種を経験の後、高知県へ戻り、公立中学の教職を4年間経験して、1956年から1988年まで土佐中学校・高等学校に美術教諭として勤務。
- 1951年 モダンアート展出品
- 1954年 モダンアート協会新人賞
- 1957年 モダンアート協会会員推挙
- 1958年 抽象絵画の展開展出品（東京国立近代美術館）
- 1964年 代表作「装置」を制作
- 1965年 16回選抜秀作美術展、現代美術の動向、今日の作家展出品
- 1966年 第1回ジャパンアートフェスティバル出品作家となり渡米
- 1978年 アート・ナウ’78展出品（兵庫県立近代美術館）
- 1979年 吉原治良と具体のその後展出品（兵庫県立近代美術館）
- 1986年 現代の「白と黒」展出品（埼玉県立近代美術館）
- 1989年 くり返しの構造展出品（高松市美術館）
- 1990年 西瀬戸現代美術展出品（愛媛県立美術館）
- 1992年 具体美術協会の作家たち展出品（宮城県美術館）
- 1993年 具体展III出品（芦屋市立美術博物館）
- 1995年 クールの時代展出品（高知県立美術館）
- 1996年 個展（星ヶ岡アートヴィレッジ、高知）
- 2013年 米国ニューヨークのグッゲンハイム美術館「具体：素晴らしい遊び場」展に招待。
- 2016年4月9日-6月12日 高﨑元尚展 －誰もやらないことをやる－　香美市立美術館（2016年5月22日、NHK「日曜美術館」アートシーンにて紹介される）[4]。
- 2017年6月17日-7月23日 高﨑元尚新作展 -破壊 COLLAPSE- 高知県立美術館（2017年6月25日、NHK「日曜美術館」アートシーンにて紹介される）[4]。
- 2017年6月22日 老衰のため逝去[5]。

## 代表作・コレクション
- 装置(66) 宮城県立美術館
- 装置(61-1)　京都国立近代美術館[6]
- 装置(67) 大阪中之島美術館[7]
- 芦屋市立美術博物館
- 兵庫県立美術館
- 高知県立美術館
- 北九州市立美術館
- 福岡市美術館
- 白木谷国際現代美術館
- 香美市立美術館